# イケメンすぎです紫葵先パイ!
『イケメンすぎです紫葵先パイ！』（イケメンすぎですしきせんぱい！）は、ゆあまによる日本の漫画作品。略称はイケシキ。一迅社の『コミック百合姫』2018年12月号から2019年11月号まで連載されていた。
容姿も言動もイケメン過ぎる部活の先輩と、彼女のとりこになってしまった女子高生を描く百合コメディ作品である。

## あらすじ
高校一年生の鮎川雛実は、部活動の新歓で偶々出会った柊紫葵に一目惚れをしてしまった。
イケメン過ぎるその先輩を追いかけて、運動音痴にもかかわらず女子バスケットボール部に飛び込んでいった雛実。部員ではなく部のマネージャーを目指すことにした彼女は、少しずつ憧れの先輩との距離を縮めていく。

## 登場人物
鮎川 雛実（あゆかわ ひなみ）
本作の主人公である高校一年生。紫葵に惹かれ、運動音痴ながらバスケ部に入部した。
何回か紫葵に告白しているが、やや鈍感な彼女にその都度うやむやにされてしまっている。ただ、それでもめげない一途な心をもつ。
オタク気質であり、かっこいい女子が出てくるゲームにはまっている。
柊 紫葵（ひいらぎ しき）
本作もう一人の主人公である高校二年生。容姿端麗かつ運動神経抜群のイケメン女子である。
雛実からの告白を勘違いし、バスケ部のマネージャーに引き込んだ。彼女のことは「ヒナ」と呼んでいる。
ファッションにはあまりこだわりがなく、マネキンが着ているものを一式購入している。
宮本 レイ（みやもと レイ）
バスケ部の先輩である高校二年生。雛実からは「みゃーもと先輩」と呼ばれている。
自身がケガをして苦しんだ経験から、後輩を思うあまり厳しい接し方をしていた。紫葵目当ての雛実にはとりわけ厳しく当たっている。
伴那とは家が隣の幼馴染であり、陰ながらかなり親密な関係を築いている。
安達 伴那（あだち はんな）
バスケ部の部長である高校三年生。頭が良く、高身長で糸目が特徴である。
レイとは家が隣の幼馴染であり、彼女のことを下の名前で呼べる数少ない人物である。レイの僅かなクセを見抜けるほど鋭い。
本当は自分でまとめることができるが、あえて毎朝レイに髪をまとめてもらっている。
成瀬 乃音（なるせ ののん）
雛実と和香の友人である高校一年生。雛実とは小学校からの幼馴染であり、オタク仲間でもある。
小柄な体格にオーバーサイズの服をまとっており、頭に大きなアホ毛が付いている。アホ毛はたまに動く。
やってみたらできるタイプの天才型であり、要領が良い。
早咲 和香（ささき わか）
雛実と乃音の友人である高校一年生。雛実たちとは中学の頃に出会っており、オタク仲間である。
コスプレイヤーであり、イベントでは専ら男装コスをしている。少年漫画からBLやGLまで守備範囲が広い。
背が高く大人びているため、時折年上に見られる悩みを抱えている。

## 書誌情報
- ゆあま 『イケメンすぎです紫葵先パイ！』 一迅社〈百合姫コミックス〉、全2巻
  1. 2019年3月18日発売[10]、ISBN 978-4-7580-7920-4
  2. 2019年10月18日発売[11]、ISBN 978-4-7580-7989-1
- Yuama『The Girl I Want is So Handsome! - The Complete Manga Collection』全1巻（日本語版の合冊）　　　
  1. 2021年12月21日発売、ISBN 1648275974